# U-303
| U-303                      | U-303                                                          | U-303                                                          |
| -------------------------- | -------------------------------------------------------------- | -------------------------------------------------------------- |
|                            |                                                                |                                                                |
|                            |                                                                |                                                                |
|                            |                                                                |                                                                |
| Під прапором               | Третій Рейх                                                    | Третій Рейх                                                    |
| Спуск на воду              | 16 травня 1942 року                                            | 16 травня 1942 року                                            |
| Виведений зі складу флоту  | 21 травня 1943 року                                            | 21 травня 1943 року                                            |
| Сучасний статус            | затоплений                                                     | затоплений                                                     |
| Проєкт                     |                                                                |                                                                |
| Тип ПЧ                     | Торпедний ДПЧ                                                  | Торпедний ДПЧ                                                  |
| Основні характеристики     |                                                                |                                                                |
| Швидкість (надводна)       | 17,7 вузла                                                     | 17,7 вузла                                                     |
| Швидкість (підводна)       | 7,6 вузла                                                      | 7,6 вузла                                                      |
| Робоча глибина занурення   | 100 м                                                          | 100 м                                                          |
| Гранична глибина занурення | 220 м                                                          | 220 м                                                          |
| Екіпаж                     | 44 особи                                                       | 44 особи                                                       |
| Розміри                    |                                                                |                                                                |
| Довжина найбільша (по КВЛ) | 67,1 м                                                         | 67,1 м                                                         |
| Ширина корпусу найб.       | 6,2 м                                                          | 6,2 м                                                          |
| Висота                     | 9,6 м                                                          | 9,6 м                                                          |
| Середня осадка (по КВЛ)    | 4,70 м                                                         | 4,70 м                                                         |
| Водотоннажність надводна   | 769 т                                                          | 769 т                                                          |
| Озброєння                  |                                                                |                                                                |
| Артилерія                  | одна палубна гармата калібру 88-мм, одна 20-мм зенітна гармата | одна палубна гармата калібру 88-мм, одна 20-мм зенітна гармата |
| Торпедно- мінне озброєння  | 4 носових і один кормовий ТА. 14 торпед або 26 мін             | 4 носових і один кормовий ТА. 14 торпед або 26 мін             |

U-303 — німецький підводний човен типу VIIC, часів  Другої світової війни.
Замовлення на будівництво човна віддане 7 грудня 1940 року. Човен заклали на верфі суднобудівної компанії «Flender Werke AG» у місті Любек 14 червня 1941 року під заводським номером 303, спущений на воду 16 травня 1942 року, 7 липня 1942 під року увійшов до складу 8-ї флотилії. Також за час служби входив до складу 7-ї  та 29-ї флотилій. Єдиним командиром човна був капітан-лейтенант Карл-Франц Гайне.
Човен зробив 2 бойові походи, в яких потопив 1 судно водотоннажністю 4959 брт.
Потоплений 21 травня у Середземному морі південніше Тулона (42°50′ пн. ш. 06°00′ сх. д. / 42.833° пн. ш. 6.000° сх. д.) торпедою випущеною з підводного човна британських ВМС «Сікл». 20 членів екіпажу загинули, 28 врятовані.

## Потоплені та пошкоджені кораблі[3]
| Назва     | Тип            | Належність | Дата           | Тоннаж (БРТ) | Вантаж | Статус    | Місце                                                       |
| Expositor | вантажне судно | США        | 23 лютого 1943 | 4 959        |        | потоплено | 46°53′ пн. ш. 34°32′ зх. д. / 46.883° пн. ш. 34.533° зх. д. |